# William Thomas Tutte
William Thomas Tutte (14. května 1917 Newmarket, Suffolk, Spojené království – 2. května 2002 Kitchener, Ontario, Kanada) byl britský, později kanadský matematik a kryptolog. Během druhé světové války se mu podařilo rozluštit významný německý šifrovací systém, což mělo důležitý vliv na osvobození Evropy spojeneckými vojsky. V matematice je významná jeho práce v oblasti kombinatoriky a teorie grafů. Podstatně také přispěl k teorii matroidů.